# Ranunculus spryginii
Ranunculus spryginii är en ranunkelväxtart som beskrevs av N.N. Tzvelev. Ranunculus spryginii ingår i släktet ranunkler, och familjen ranunkelväxter. Inga underarter finns listade i Catalogue of Life.